# Formica gynocrates
Formica gynocrates es una especie de hormiga del género Formica, familia Formicidae. Fue descrita científicamente por Snelling & Buren en 1985.
Se distribuye por los Estados Unidos. Se ha encontrado a elevaciones de hasta 2057 metros. Vive en microhábitats como montículos.